# Plateau de Modoc
Pour les articles homonymes, voir Modoc.

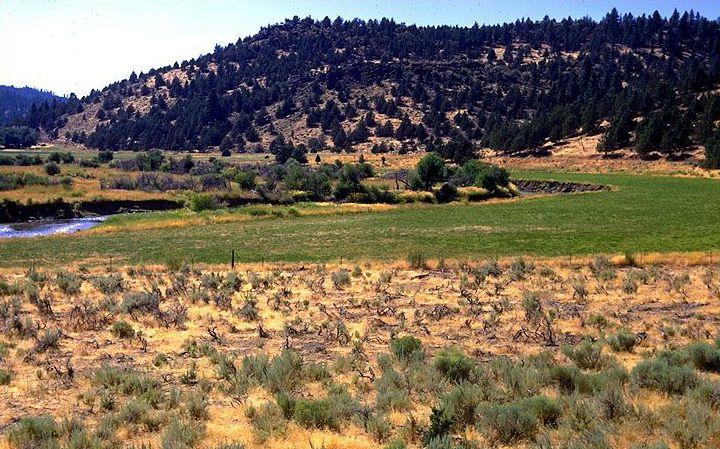
La Rivière Pit coule à travers le Plateau de Modoc.

Le Plateau de Modoc s'étend au nord-est de la Californie, ainsi que sur des parties de l'Oregon et du Nevada aux États-Unis. Constitué d'une grande épaisseur de roches volcaniques, le plateau accueille une faune et une flore variées : forêts de pins et de genévriers, troupeaux de chevaux sauvages, de cerfs hémione (Odocoileus hemionus), de pronghorns (Antilocapra americana) et de wapitis (Cervus canadensis). Une partie de la forêt nationale de Modoc (Modoc National Forest), le Clear Lake National Wildlife Refuge et le Long Bell State Game Refuge sont eux aussi situés sur le plateau.